# 2005년 니아스-시멀루에이 지진
2005년 니아스-시멀루에이 지진은 2005년 3월 28일 인도네시아 수마트라섬 서북부 해안에서 발생한 지진이다. 니아스섬을 중심으로 914명이 사망하는 피해가 발생했다. 2004년 12월 26일 발생했던 2004년 인도양 지진해일로 발생한 거대한 쓰나미로 이미 큰 피해를 입었던 지역에 발생한 지진으로 2005년 지진으로 공황 상태에 빠졌지만 비교적 작은 규모의 쓰나미가 발생하여 피해 규모는 더 작았다. 인도네시아에서 1965년 이후 발생한 지진 중 3번째로 규모가 큰 지진이다.
이번 본진은 16:09:37 UTC (현지시각 23:09:37)에 발생했다. 진원은 인도양 해역 아래 30 km 깊이 지점으로 인도-오스트레일리아판이 유라시아판의 순다 경계지역으로 서남쪽으로 섭입하는 섭입대에서 발생한 지진이다. 진원은 수마트라섬 시볼가에서 서쪽으로 200 km, 자카르타에서 서북쪽으로 1,400 km 떨어진 곳으로 니아스섬과 시멀루에이섬 사이 중간 지점에 있다. 지진계 기록에 따르면 지진의 모멘트 규모는 Mw8.6이며, 진원에서 약 1,000 km 떨어진 태국 방콕에서도 지진의 흔들림이 느껴졌다.

## 지진과 피해

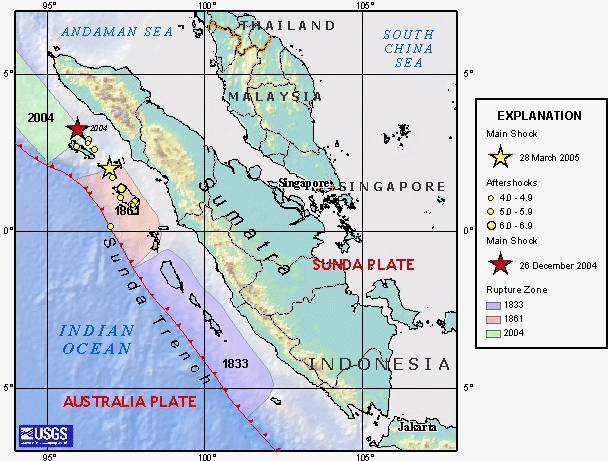
자바 해구와 1833년, 1861년, 2004년, 2005년 지진의 진원 및 단층 파열 지역을 그린 지도.

지진은 약 2분간 계속되었다. 지진 발생 직후 24시간동안 규모 M5.5에서 M6.0 사이의 여진이 총 8차례 발생했다. 진앙지는 2004년 인도양 지진의 진앙과 근접했지만 순다 메가스러스트의 서로 다른 부분이 파열된 서로 다른 지진이며, 이전에 발생했던 지진과 관련된 응력 변화로 발생한 유발지진으로 추정된다.
인도네시아 수마트라섬 연안의 니아스섬에서는 지진으로 수백채의 건물이 파괴되었다. 니아스섬의 사망자수는 최소 1천명 이상이며, 니아스섬에서 가장 큰 마을인 구눙시톨리에서만 220명이 사망했다. 구눙시톨리의 인구 27,000명 중 절반 이상이 피난을 떠났다.
이 지진은 수마트라섬 전역에서 강하게 느껴졌으며, 2004년 12월 쓰나미로 이미 큰 피해를 입었던 인도네시아의 반다아체에서 광범위한 정전이 일어났고 수천명이 집을 떠나 고지대로 피난을 갔다. 태국과 말레이시아 서해안에서도 지진이 강하게 느겨졌으며, 쿠알라룸푸르에서는 고층건물에서 대피령이 내려졌다. 몰디브, 인도, 스리랑카에서도 약한 지진이 느껴졌다.

## 쓰나미
이 지진으로 인도양 주변에서는 3개월 전에 일어났던 2004년 인도양 지진해일에서 발생한 대규모 쓰나미와 유사한 규모의 쓰나미가 발생할 수 있다는 우려가 커졌다. 태국, 말레이시아, 스리랑카 해안 지역에서는 대피령이 내려졌다. 하지만 2005년의 지진은 비교적 소규모의 쓰나미만 일으켰다. 시멀루에이섬에는 약 3 m 높이의 쓰나미가 항구와 공항 시설에 피해를 입혔고, 니아스섬 서해안에는 약 2 m 높이의 쓰나미가 기록되었다. 인도양 전역에서는 험조장에서만 기록할 수 있는 매우 작은 수준의 미미한 쓰나미만 기록되었는데 예를 들어 스리랑카의 콜롬보에서는 25 cm의 쓰나미가 기록되었다.
미국 해양대기청(NOAA)이 운영하는 태평양 지진해일 경보 센터와 태국 정부는 쓰나미 경보를 발령했다. 초기에는 특히 쓰나미 진원의 남부로 이동하는 대형 쓰나미가 발생할 수 있다는 우려가 있었다.
태국 남해안의 일부 지역에서는 대피령이 발령되었고, NOAA는 수마트라 해안선 약 965 km 길이 지역에 대피를 권고했다. 말레이시아 북부의 피낭주와 크다주, 스리랑카 동해안에서도 대피령이 발령되었으며 스리랑카에서는 대피 도중 혼란으로 10명이 사망했다. 2004년 쓰나미로 큰 피해를 입었던 인도 남부의 여러 주에서도 경계령이 내려졌다. 오스트레일리아 코코스 제도에서 30 cm의 쓰나미가 발생하는 등 진앙지 남쪽에서 약한 쓰나미가 감지되자 인도양의 섬나라인 모리셔스, 마다가스카르, 세이셸 주민에게도 경계령을 발령했다. 2004년 12월 지진 이전부터 인도양 지역의 쓰나미 경고 체계에 대한 논의는 있었으나 인도양에서는 그 체계가 제대로 구축되지 않았다.

## 인도주의적 지원

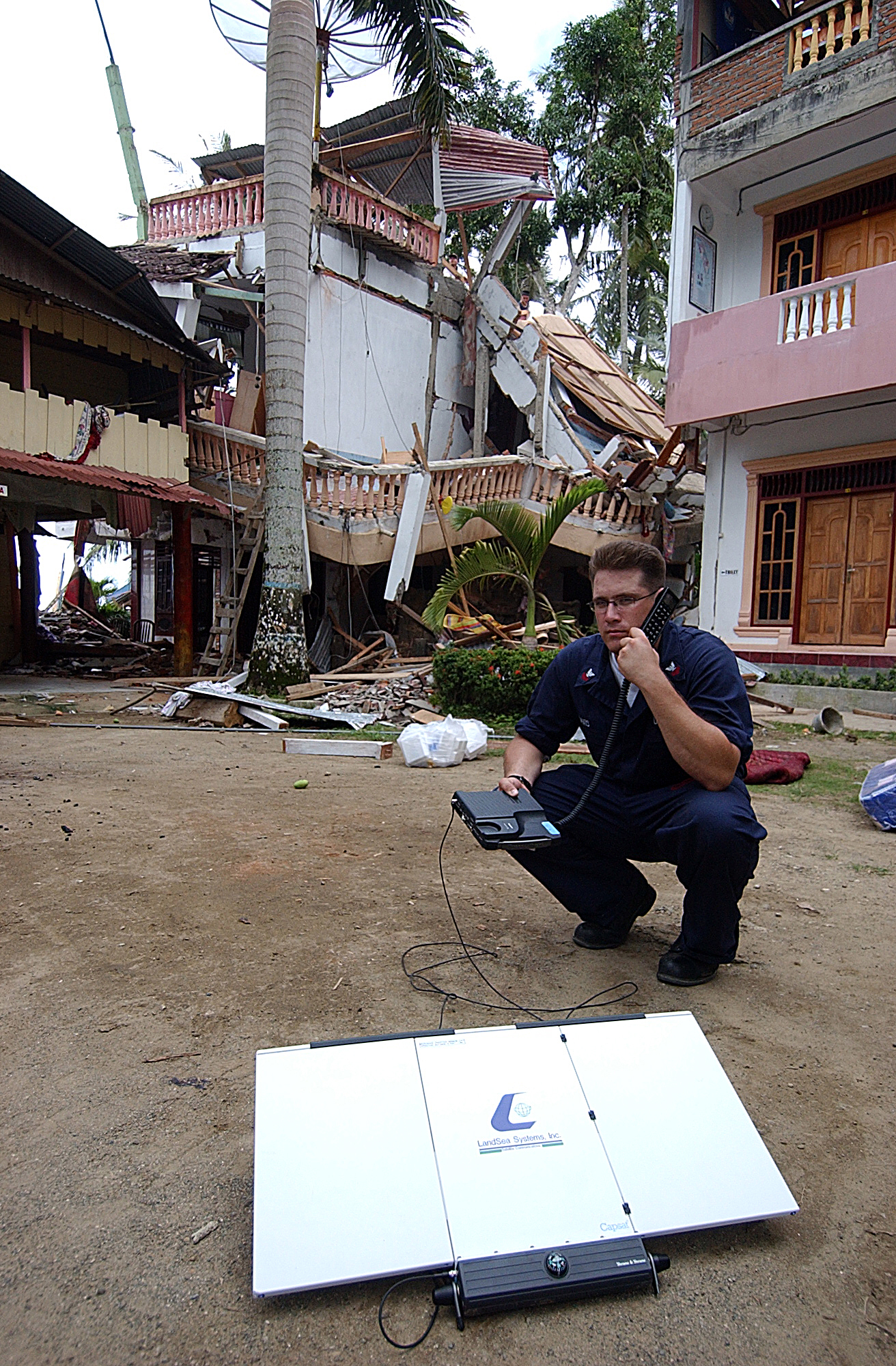
구호 활동을 위해 니아스섬에 설치된 위성 전화의 통신 연결을 점검하는 모습.

유엔은 인도네시아 정부와 협력하여 강진 이후 발생할 수 있는 재난을 막기 위한 추가 조치를 취했다. 미국 국무부도 쓰나미의 피해를 입은 국가를 지원하겠다고 발표했다. 인도 정부는 지진 피해자를 위해 200만 달러를 지원하겠다고 발표했다.
오스트레일리아 정부는 100만 오스트레일리아 달러의 긴급 원조를 제공하겠다고 발표했으며 인도네시아 정부의 요청에 따라 니아스섬에 오스트레일리아 방위군의 의료진과 장비를 파견했다. 이런 군사 원조 작전을 수마트라 어시스트 작전 2기 작전이라 한다. 아체 지역을 떠난지 얼마 되지 않은 오스트레일리아 해군 소속 HMAS 커님블러가 싱가포르에서 지진 피해 지역으로 재파견되었다. 2005년 4월 2일에는 오전 9시 30분 경 커님블러에서 이륙한 웨스틀랜드 시 킹 헬리콥터 2기 중 1기인 '샤크02'가 의료진을 마을로 이송하던 도중 니아스섬에서 추락하는 사고가 발생했다. 이 사고로 9명이 사망하고 2명이 부상을 입었지만 생존자는 다른 헬기를 통해 구조되어 이송되었다. 이 사고는 인도네시아의 대통령인 수실로 밤방 유도요노가 오스트레일리아를 국빈 방문하기 하루 전에 발생했으며, 유도요노 대통령과 오스트레일리아의 총리 존 하워드는 양국의 손실에 대해 서로 애도를 표했다. 미국은 100병상 규모의 병원선인 USNS 메르시를 니아스섬 인근에 배치했다.

## 같이 보기
- 2004년 인도양 지진해일
- 2006년 5월 자와섬 지진
- 2009년 수마트라 지진
- 1843년 니아스 지진
- 인도네시아의 지진 목록

## 참고 문헌
- Boen, T. (2006), “Structural Damage in the March 2005 Nias-Simeulue Earthquake”, 《Earthquake Spectra》 22 (3_suppl): 419–434, doi:10.1193/1.2208147, ISSN 8755-2930, S2CID 110811743
- Borrero, J. C.; McAdoo, B.; Jaffe, B.; Dengler, L.; Gelfenbaum, G.; Higman, B.; Hidayat, R.; Moore, A.; Kongko, W.; Peters, R.; Prasetya, G.; Titov, V.; Yulianto, E. (2010년 11월 12일), “Field Survey of the March 28, 2005 Nias-Simeulue Earthquake and Tsunami”, 《Pure and Applied Geophysics》 168 (6–7): 1075–1088, doi:10.1007/s00024-010-0218-6, ISSN 0033-4553, S2CID 129831201
- Walker, K. T.; Ishii, M.; Shearer, P. M. (2005), “Rupture details of the 28 March 2005 Sumatra Mw8.6 earthquake imaged with teleseismic Pwaves”, 《Geophysical Research Letters》 32 (24): L24303, Bibcode:2005GeoRL..3224303W, doi:10.1029/2005GL024395